# Церковь эвтаназии
Це́рковь эвтана́зии (англ. Church of Euthanasia) — религиозная организация, основанная Крисом Кордой в городе Бостоне штата Массачусетс в США в 1992 году.

## История
По заявлению Криса Корды, во сне ему явился дух Земли, который сообщил, что существует опасность для всего живого из-за перенаселённости планеты, и нужно спасать экосистему. После этого Крис и основал Церковь эвтаназии, главным лозунгом которой стало «Спаси планету, убей себя!» (англ. «Save the Planet, Kill Yourself»).
На сайте организации заявлено, что Церковь эвтаназии является некоммерческой просветительской организацией, главная цель которой — восстановление баланса между человеком и другими видами животных, населяющих Землю. Церковь эвтаназии использует проповеди, музыку, театрализованные митинги и акции прямого действия. Как правило, все эти мероприятия выдержаны в стилистике чёрного юмора и подчёркивают проблему перенаселённости Земли. Также Церковь эвтаназии получила дурную славу из-за конфликтов с христианским противоабортным движением в США.
Инструкция о методах самоубийства была удалена с сайта организации в 2003 году, после того, как было доказано, что 52-летняя женщина покончила с собой, использовав эту инструкцию.

## Заповедь и столпы
На сайте организации изложена её главная заповедь: «Ты не должен порождать» (англ. «Thou shalt not procreate»). Далее декларируются четыре основополагающих принципа («четыре столпа», англ. the four pillars) Церкви эвтаназии: суицид, аборты, каннибализм (ограниченный потреблением уже мёртвых человеческих тел) и содомия (любые виды секса, не связанные с продолжением рода). Один из главных лозунгов Церкви эвтаназии — «Спаси планету, убей себя» (англ. «Save the Planet, Kill Yourself»). Представители организации подчёркивают, что они выступают исключительно за добровольные методы сокращения численности населения Земли, а недобровольные методы, такие как убийство и принудительная стерилизация, ими осуждаются.

## Критика
Некоторые считают, что Церковь эвтаназии создана с целью издевательств и глумления над христианскими, мусульманскими и другими классическими религиозными идеалами.